# Final Fantasy: La força interior
Final Fantasy: La força interior (títol original: Final Fantasy: The Spirits Within) és una pel·lícula estatunidenca-japonesa de Hironobu Sakaguchi (creador de la sèrie de videojocs Final Fantasy), estrenada el 15 d'agost de 2001. Va ser el primer llargmetratge amb imatges de síntesi que intenta representar éssers humans de manera realista. Malgrat bones crítiques, el film és un fracàs comercial. Ha estat doblada al català

## Argument
L'acció té lloc al planeta Terra l'any 2065. En aquest futur, els éssers humans han abandonat moltes ciutats i s'han reunit en algunes que han protegit dels fantasmes. Aquests fantasmes treuen la seva energia dels éssers vius capturant les seves ànimes. La professora Aki Ross, heroïna d'aquest film, s'encarrega de fer-los desaparèixer, anant a cercar 8 esperits, que, units, destruiran tots els fantasmes. Ajudada pel professor Cid, Aki tindrà moltes experiències, tant a la seva vida com en els seus somnis inexplicats. Trobarà l'amor amb el capità Gray Edwards. I s'oposarà al general Hein que desitja destruir la font de tots els fantasmes, el Crater dels Fantasmes, per mitjà d'un canó làser espacial

## Repartiment
| Personatge          | Veu anglofona     |
| ------------------- | ----------------- |
| Aki Ross            | Ming-Na Wen       |
| Capità Gray Edwards | Alec Baldwin      |
| Doctor Sid          | Donald Sutherland |
| General Hein        | James Woods       |
| Ryan Whitaker       | Ving Rhames       |
| Jane Proudfoot      |                   |
| Neil Fleming        | Steve Buscemi     |
| Membre del consell  | Jean Simmons      |

## Producció
Els personatges són totalment animats per imatge de síntesi. En aquest nivell, el film va ser una proesa, la qualitat de les imatges i de les animacions era espaterrant a l'època de l'estrena l'any 2001.
El tema de final, The Dream Within compost per Elliot Goldenthal, és interpretat per Lara Fabian.
El pressupost del film no va deixar d'incrementar-se durant la producció fins a arribar als 137 milions de dòlars.

## Fracàs comercial i fallida de Square
Malgrat el seu estatus de precursor, el film no va trobar l'èxit esperat. Enfront d'un pressupost que no va deixar de créixer durant la producció per innombrables restriccions tècniques — fins a arribar a 137 milions de dòlars, només informa un poc més de 85 milions de dòlars. És un dels més grans « fracassos » de la història del cinema.
El fracàs comercial del primer llargmetratge de la societat Square — una empresa japonesa líder al sector de vídeojocs i la va situar a la vora de la fallida. Va ser obligat fusionar-se l'any 2003 amb la seva principal competidora al mercat japonès, Enix.